# Leptotrophon perclarus
Leptotrophon perclarus is een slakkensoort uit de familie van de Muricidae. De wetenschappelijke naam van de soort is voor het eerst geldig gepubliceerd in 2001 door Houart.